# Pedostrangalia tokatensis
Pedostrangalia tokatensis är en skalbaggsart som beskrevs av Gianfranco Sama 1996. Pedostrangalia tokatensis ingår i släktet Pedostrangalia och familjen långhorningar. Inga underarter finns listade i Catalogue of Life.